# Donald Haldeman
Pour les articles homonymes, voir Haldeman.
Donald Stanley Haldeman, né le 29 mai 1947 à Sellersville et mort le 22 février 2003 à Harleysville, est un tireur sportif américain des années 1970.

## Palmarès
Donald Haldeman se spécialise en fosse olympique. Dix-septième des Jeux olympiques d'été de 1972 à Munich, il est ensuite médaillé d'or par équipe et médaillé d'argent individuel aux Jeux panaméricains de 1975 à Mexico. Il remporte le titre olympique aux Jeux d'été de 1976 à Montréal avec 190 points.